# M.A.C. of Mad
M.A.C. of Mad (uváděno i jako MAC of Mad, nezkráceněně Maximum Allowable Concentration of Mad) je česká grindcore/industrial/deathmetalová kapela z Prahy. Vznikla v roce 1993 přejmenováním industriální hudební skupiny Střední Evropa (založené roku 1987), neboť její členové chtěli do tvorby zakomponovat více kytarových prvků a grindcoru. Využívá i elementy elektronické hudby, breakcore a noise.
Název M.A.C. of Mad znamená maximální přípustná koncentrace psychopatů (termín maximum allowable concentration je používán při posuzování trestných činů za držení omamných látek).
Kapela se vyznačuje zejména koncertní činností. Debutové studiové album The One vyšlo v roce 2000 pod hlavičkou českého vydavatelství Epidemie Records.

M.A.C. of Mad mají na svém kontě k roku 2024 celkem dvě dlouhohrající alba, blíží se vydání třetí desky Keep Music Evil.

## Diskografie
EP
- M.A.C. Of Mad (1993) – 5 skladeb na audiokazetě

Promo nahrávky
- M.A.C. of Mad (1995) – 4skladbové promo CD, vydáno vlastním nákladem

Studiová alba
- The One (2000)
- Badluck (2006)

Ostatní
- M.A.C. Of Mad (????) – MC album vydané mexickou firmou Dark Side